# Volo Aeroflot 6502
Il volo Aeroflot 6502 era un volo nazionale sovietico la cui tratta partiva da Sverdlovsk per arrivare a Groznyj, che precipitò in data 20 ottobre 1986 a causa della sconsideratezza del pilota che provocò la morte di settanta dei novantaquattro tra passeggeri e membri dell'equipaggio a bordo.

## Programma di volo
L'equipaggio dell'aereo Tupolev Tu-134A, numero di serie 62327 prodotto il 28 giugno 1979, consisteva nel comandante Aleksandr Kljuev, il copilota Gennadij Žirnov, il navigatore ufficiale Ivan Mochonko, il tecnico di volo Kjuri Chamzatov e i tre assistenti di volo. Partito dall'aeroporto di Sverdlovsk-Kol'covo diretto a Groznyj, avrebbe dovuto effettuare uno scalo all'aeroporto di Kujbyšev-Kurumoč, 30 km a Nord del centro della città di Kujbyšev.

## L'incidente
Mentre si avvicinavano all'aeroporto di Kujbyšev-Kurumoč, Kljuev fece una scommessa con il suo copilota, la quale consisteva nell'essere in grado di compiere un avvicinamento al suolo di tipo strumentale con le tendine a coprire le finestre della cabina di pilotaggio, senza avere così alcun contatto visivo con il suolo, invece di seguire le indicazioni del controllo del traffico aereo che suggerivano un approccio NDB (non-directional beacon). Kljuev ignorando il Ground Proximity Warning System, ad un'altitudine di circa 62-65 metri non effettuò la manovra suggerita di riattaccata. L'aereo toccò terra alla velocità di 280 km/h e si ribaltò. Sessantatré persone morirono all'impatto e altre sette in ospedale per le ferite riportate. Dei passeggeri facevano parte anche quattordici bambini che si salvarono. Il rapporto top secret del Presidente di Kujbyšev e del Primo Ministro dell'Unione Sovietica Nikolaj Ivanovič Ryžkov diede dati diversi: degli 85 passeggeri più 8 membri dell'equipaggio a bordo, 53 passeggeri e cinque membri dell'equipaggio morirono nello schianto, e undici in ospedale per le ferite riportate.
Anche se Žirnov non fece alcun tentativo per evitare l'incidente, successivamente cercò di aiutare i passeggeri e morì per arresto cardiaco in ospedale. Kljuev è stato perseguito e condannato a quindici anni di carcere, ridotto poi a sei anni.